# Soldier of Love (Lay Down Your Arms)
Soldier of Love (Lay Down Your Arms) è una canzone di genere pop rock scritta nel 1962 da Buzz Cason e Tony Moon. Originariamente è stata incisa dal cantante soul Arthur Alexander e utilizzata come B-side per il suo singolo Where Have You Been. 
Successivamente, il brano è stato eseguito in cover dal gruppo musicale The Beatles durante la partecipazione del 1963 a spettacoli della BBC.  Tale versione è stata inserita nell'album del 1994 Live at the BBC.
Altri artisti che hanno eseguito o inciso la canzone sono: Marshall Crenshaw, per l'album eponimo di debutto; Pearl Jam per l'album, No Boundaries: A Benefit for the Kosovar Refugees; The Derailers per l'album Soldiers Of Love, prodotto dallo stesso autore Cason.